# Kyrian Nwoko
Kyrian Nwoko (Lagos, 4 de julio de 1997) es un futbolista nigeriano, nacionalizado maltés, que juega en la demarcación de delantero para el Sliema Wanderers F. C. de la Premier League de Malta.

## Selección nacional
Tras jugar con la selección de fútbol sub-17 de Malta y con la sub-21, finalmente debutó con la selección absoluta el 12 de noviembre de 2017. Lo hizo en un partido amistoso contra Estonia que finalizó con un resultado de 0-3 a favor del combinado estonio tras los goles de Rauno Sappinen, Sergei Mošnikov y de Henri Anier.

### Goles internacionales
| # | Fecha                   | Estadio                                       | Oponente    | Gol | Resultado | Competición                         |
| - | ----------------------- | --------------------------------------------- | ----------- | --- | --------- | ----------------------------------- |
| 1 | 23 de marzo de 2019     | Estadio Nacional Ta' Qali, Ta' Qali, Malta    | Islas Feroe | 1–0 | 2–1       | Clasificación para la Eurocopa 2020 |
| 2 | 6 de septiembre de 2020 | Estadio Nacional Ta' Qali, Ta' Qali, Malta    | Letonia     | 1–0 | 1–1       | Liga de Naciones de la UEFA 2020-21 |
| 3 | 7 de octubre de 2020    | Estadio Nacional Ta' Qali, Ta' Qali, Malta    | Gibraltar   | 1–0 | 2–0       | Amistoso                            |
| 4 | 9 de junio de 2023      | Estadio de Luxemburgo, Luxemburgo, Luxemburgo | Luxemburgo  | 0–1 | 0–1       | Amistoso                            |

## Clubes
| Club                                 | País    | Año       | Partidos | Goles |
| ------------------------------------ | ------- | --------- | -------- | ----- |
| St. Andrews F. C.                    | Malta   | 2014-2017 | 83       | 15    |
| Valletta F. C.                       | Malta   | 2017-2021 | 99       | 15    |
| St Patrick's Athletic F. C. (cedido) | Irlanda | 2021      | 9        | 0     |
| Floriana F. C.                       | Malta   | 2022-2023 | 10       | 0     |
| Santa Lucia F. C. (cedido)           | Malta   | 2023      | 10       | 3     |
| Floriana F. C.                       | Malta   | 2023-2024 | 37       | 6     |
| Sliema Wanderers F. C.               | Malta   | 2025-     | 7        | 3     |

## Palmarés

### Campeonatos nacionales
| Título                  | Club                        | País    | Año  |
| ----------------------- | --------------------------- | ------- | ---- |
| Premier League de Malta | Valletta F. C.              | Malta   | 2018 |
| Copa Maltesa            | Valletta F. C.              | Malta   | 2018 |
| Supercopa de Malta      | Valletta F. C.              | Malta   | 2018 |
| Premier League de Malta | Valletta F. C.              | Malta   | 2019 |
| Supercopa de Malta      | Valletta F. C.              | Malta   | 2019 |
| Copa de Irlanda         | St Patrick's Athletic F. C. | Irlanda | 2021 |